# Vordere Waldhäuser
Vordere Waldhäuser ist ein Weiler in der Marktgemeinde Martinsberg im Bezirk Zwettl in Niederösterreich.

## Geographie
Er ist der Katastralgemeinde Reitzendorf zugeordnet und liegt am Ostrand des Weinsberger Waldes an der Landesstraße L7198 zwischen Stein und Ottenschlag, 2,5 Kilometer östlich findet sich die Ortslage Hintere Waldhäuser als Teil der Gemeinde Bad Traunstein.

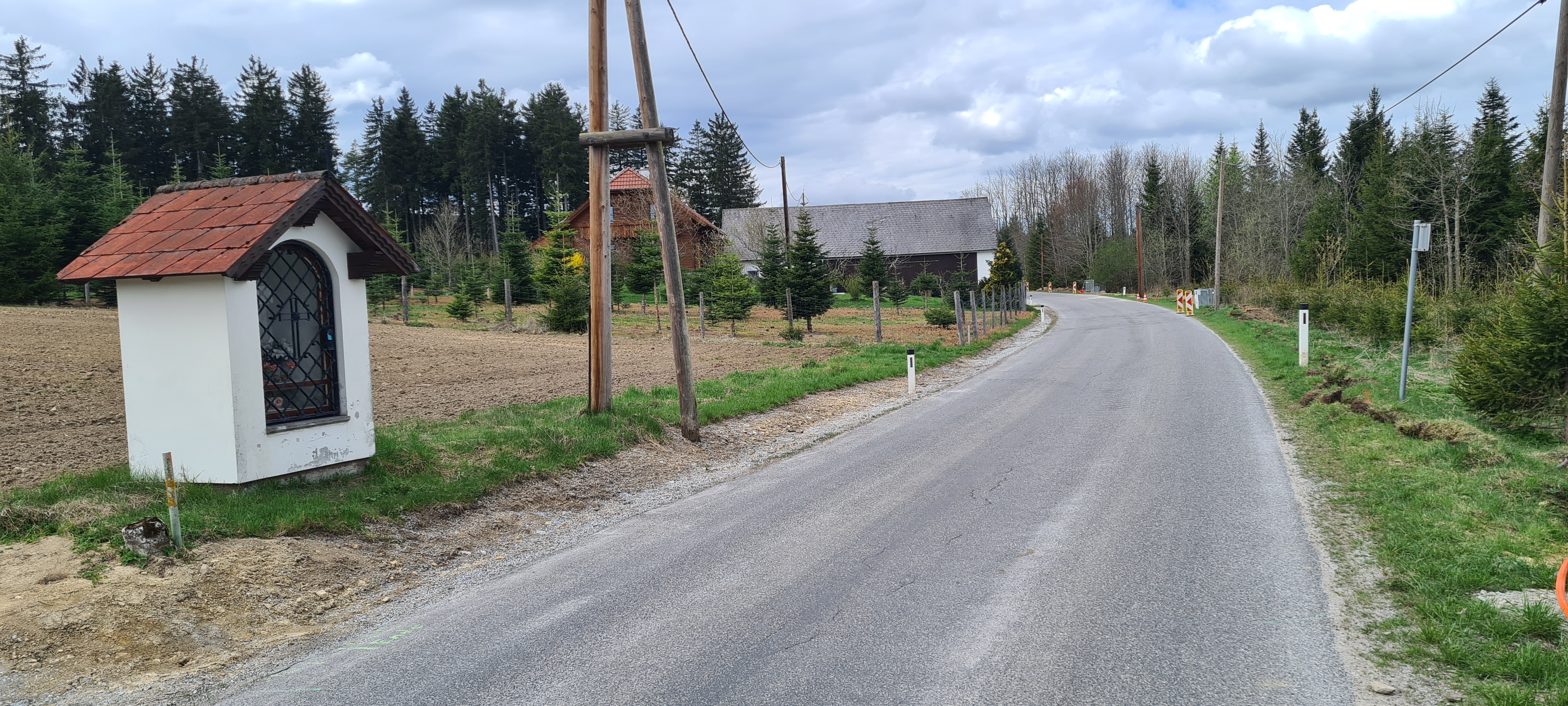
Ortsdurchfahrt aus östlicher Richtung

## Geschichte
Der Ort wird im Franziszeischen Kataster aus dem Jahr 1823 mit vier Häusern gezeigt.

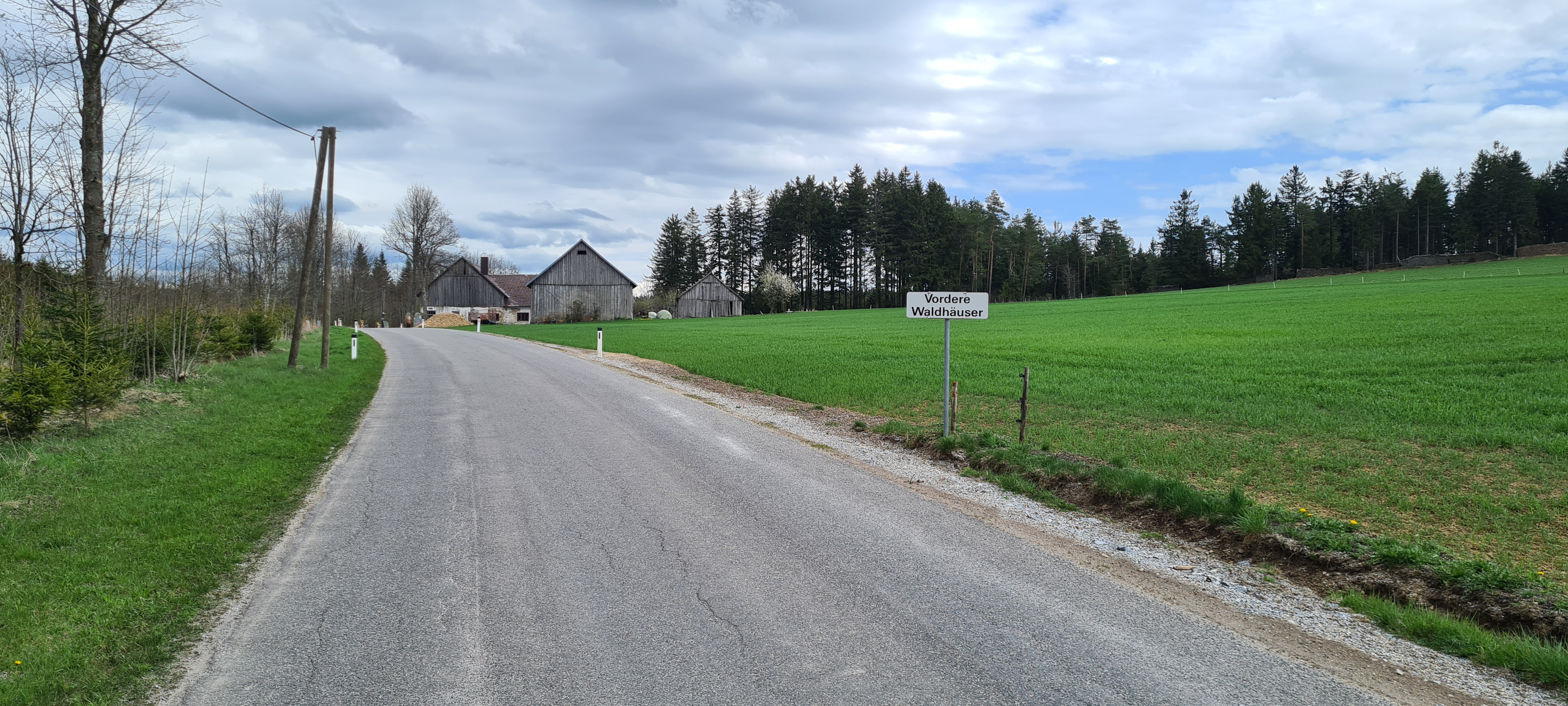
Ortsdurchfahrt aus westlicher Richtung

Im Jahr 1822 wurde der Ort als zerstreut liegende Waldhütten mit acht Häusern genannt (davon vier in der heutigen Ortschaft Hintere Waldhäuser), das nach Traunstein eingepfarrt war, wohin auch die Kinder eingeschult wurden. Die Herrschaft Rappottenstein besaß die Ortsobrigkeit, übte die Landgerichtsbarkeit aus, besorgte die Konskription und hatte die Grundherrschaft inne.
Nach dem Umbruch 1848 kam der Ort als Moderberger Waldhäuser zur ehemaligen Ortsgemeinde Moderberg.
Laut Adressbuch von Österreich war im Jahr 1938 in der Streusiedlung Waldhäuser ein Fuhrwerker und mehrere Landwirte ansässig.
Nach der Auflösung der Ortsgemeinde Moderberg mit 1. Jänner 1968 wurde die Ortschaft Waldhäuser ein Teil der Großgemeinde Traunstein. Mit 1. Jänner 1969 wurde der Ort aber aufgeteilt, der westliche Teil mit 4 Häusern als Hintere Waldhäuser blieb ein Teil der Großgemeinde Traunstein (hier der Katastralgemeinde Prettles zugeordnet), die östlicher liegenden 4 Häuser wurden als Vordere Waldhäuser ein Teil der Gemeinde Martinsberg (hier der Katastralgemeinde Reitzendorf zugeordnet).